# Choszeutowo
Choszeutowo (ros. Хошеутово) – wieś w Rosji, w obwodzie astrachańskim, w rejonie charabalińskim. W 2010 liczyła 2097 mieszkańców, głównie Kazachów.